# Equity (związek zawodowy)

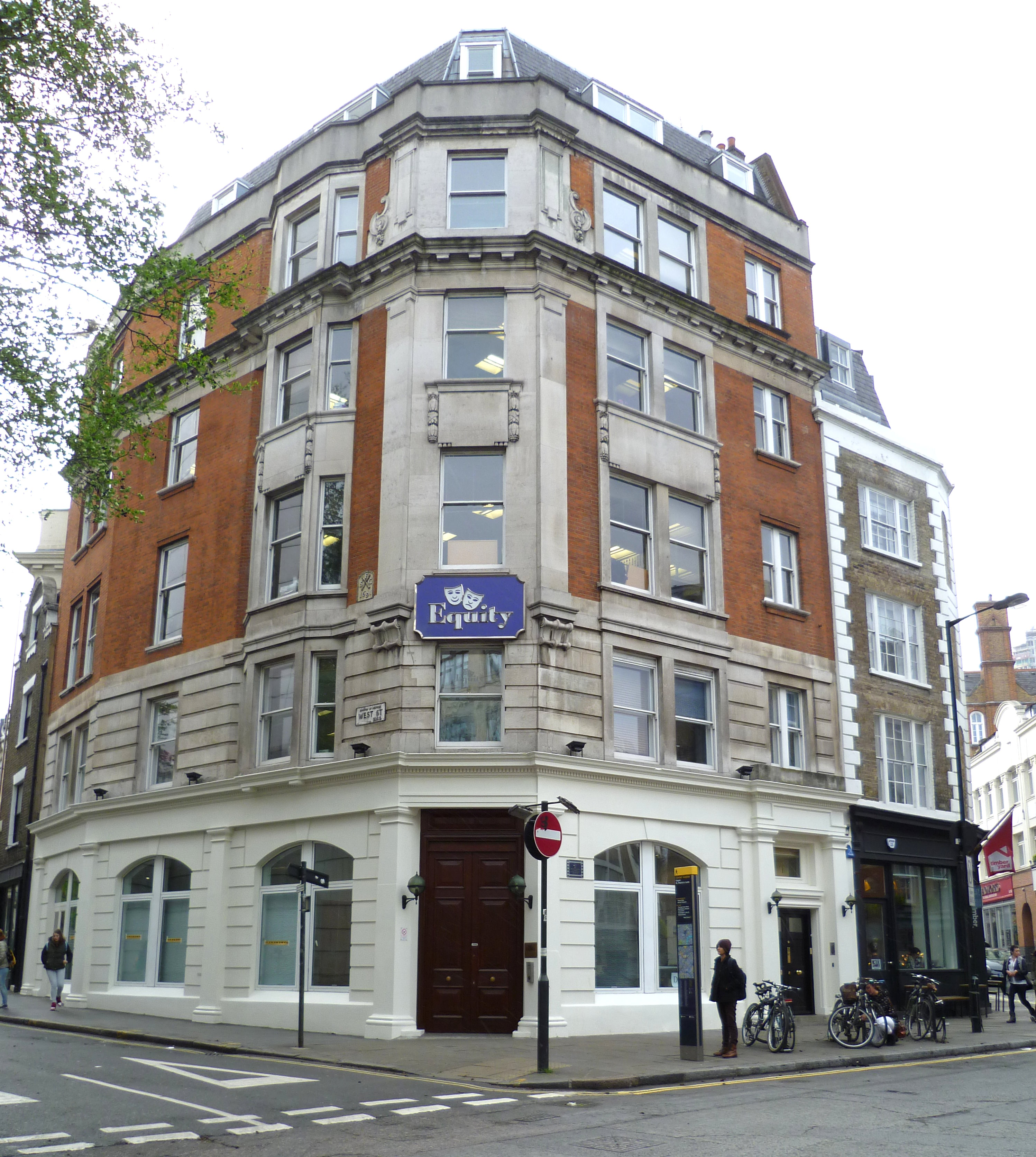
Siedziba Equity

Equity (dawniej British Actors' Equity Association) – brytyjski związek zawodowy grupujący przede wszystkim aktorów, a w mniejszym stopniu także piosenkarzy, tancerzy, modelki, choreografów, scenografów, reżyserów i inspicjentów, jak również prezenterów radiowych i telewizyjnych oraz artystów kabaretowych i cyrkowych.

## Historia i charakterystyka
Equity powstała w 1930 z inicjatywy grupy aktorów występujących na West Endzie. Organizacja szybko wchłonęła  istniejącą wcześniej Gildię Sceniczną (Stage Guild). Podstawowym celem jej działalności była i jest poprawa warunków pracy aktorów, w szczególności w kwestiach finansowych. Aż do roku 1988 członkostwo w Equity miało charakter obligatoryjny dla wszystkich profesjonalnych aktorów występujących w Wielkiej Brytanii, z wyjątkiem artystów zagranicznych grających w tym kraju gościnnie. Dopuszczalne było zatrudnianie ściśle limitowanej liczby aktorów spoza Equity w teatrach na prowincji (tzw. regional productions), co miało związek z faktem, iż członkiem można było zostać tylko po przepracowaniu jako aktor określonego czasu, a zatem młodzi artyści musieli mieć miejsce, gdzie mogli debiutować przed uzyskaniem członkostwa. Pojawienie się aktora nie będącego członkiem organizacji w Londynie, w szczególności na West Endzie czy też w telewizji albo filmie, zostałoby uznane za poważne naruszenie przez producenta układu zbiorowego. Equity zostało zmuszone do zmiany członkostwa na dobrowolne w czasie reform gospodarczych premier Margaret Thatcher, jednak do dziś pozostaje zdecydowanie wiodącym związkiem aktorskim w Wielkiej Brytanii.
Jedną z najbardziej znanych zasad Equity jest ta zakazująca, aby dwóch żyjących członków posługiwało się tym samym imieniem i nazwiskiem w swojej pracy zawodowej. W praktyce oznacza to, iż młodzi artyści noszący popularne nazwiska są często zmuszeni przyjąć pseudonim sceniczny.
Equity jest zrzeszony w centralach związkowych: Kongresie Związków Zawodowych (TUC), Irlandzkim Kongresie Związków Zawodowych (ICTU) oraz Kongresie Szkockich Związków Zawodowych (STUC).

## Lista przewodniczących
- 1932-1940: Godfrey Seymour Tearle
- 1940-1945: Lewis Thomas Casson
- 1946-1948: Beatrix Lehmann
- 1948-1949: Leslie Banks
- 1949-1969: Felix Aylmer
- 1969-1973: Ernest Clark
- 1973-1975: André Morell
- 1975-1978: Hugh Manning
- 1978-1982: John Barron
- 1982-1984: Hugh Manning
- 1984-1986: Derek Bond
- 1986-1992: Nigel Davenport
- 1992-1999: Jeffrey Wickham
- 1999-2002: Frederick Pyne
- 2002-2008: Harry Landis
- 2008-2010: Graham Hamilton
- od 2010: Malcolm Sinclair